# Ґрабово-Велике
Ґрабово-Велике (пол. Grabowo Wielkie) — село в Польщі, у гміні Красне Пшасниського повіту Мазовецького воєводства.
Населення — 51 особа (2011).
У 1975-1998 роках село належало до Цехановського воєводства.

## Демографія
Демографічна структура станом на 31 березня 2011 року:
|          | Загалом | Допрацездатний вік | Працездатний вік | Постпрацездатний вік |
| -------- | ------- | ------------------ | ---------------- | -------------------- |
| Чоловіки | 25      | 6                  | 17               | 2                    |
| Жінки    | 26      | 10                 | 12               | 4                    |
| Разом    | 51      | 16                 | 29               | 6                    |